# Sabine d'Iable
Sabine d'Iable (* 1975) je česká queer spisovatelka.
Je šéfredaktorkou e-zinu transgender.cz, který spoluzakládala v roce 1999. V říjnu 2011 přidala na popud své kamarádky další Povídky pro Transky. Od povídek byl jen krůček k první knížce, kterou vydala o rok a měsíc později. Kromě psaní se věnuje osvětě a podpoře Trans komunity v Čechách.

## Tvorba
- 2012 – Román pro Transky 1. díl – jdu do toho
- 2015 – Křižovatky
- 2018 – První dáma
- 2019 – Rubikon II. a III.